# Atauta
Atauta es una localidad española del municipio de San Esteban de Gormaz, perteneciente a la provincia de Soria, en la comunidad autónoma de Castilla y León.

## Geografía
Pertenece al partido judicial de El Burgo de Osma y a la comarca de Tierras del Burgo. Desde el punto de vista jerárquico de la Iglesia católica forma parte de la diócesis de Osma la cual, a su vez, pertenece a la archidiócesis de Burgos. 

## Historia

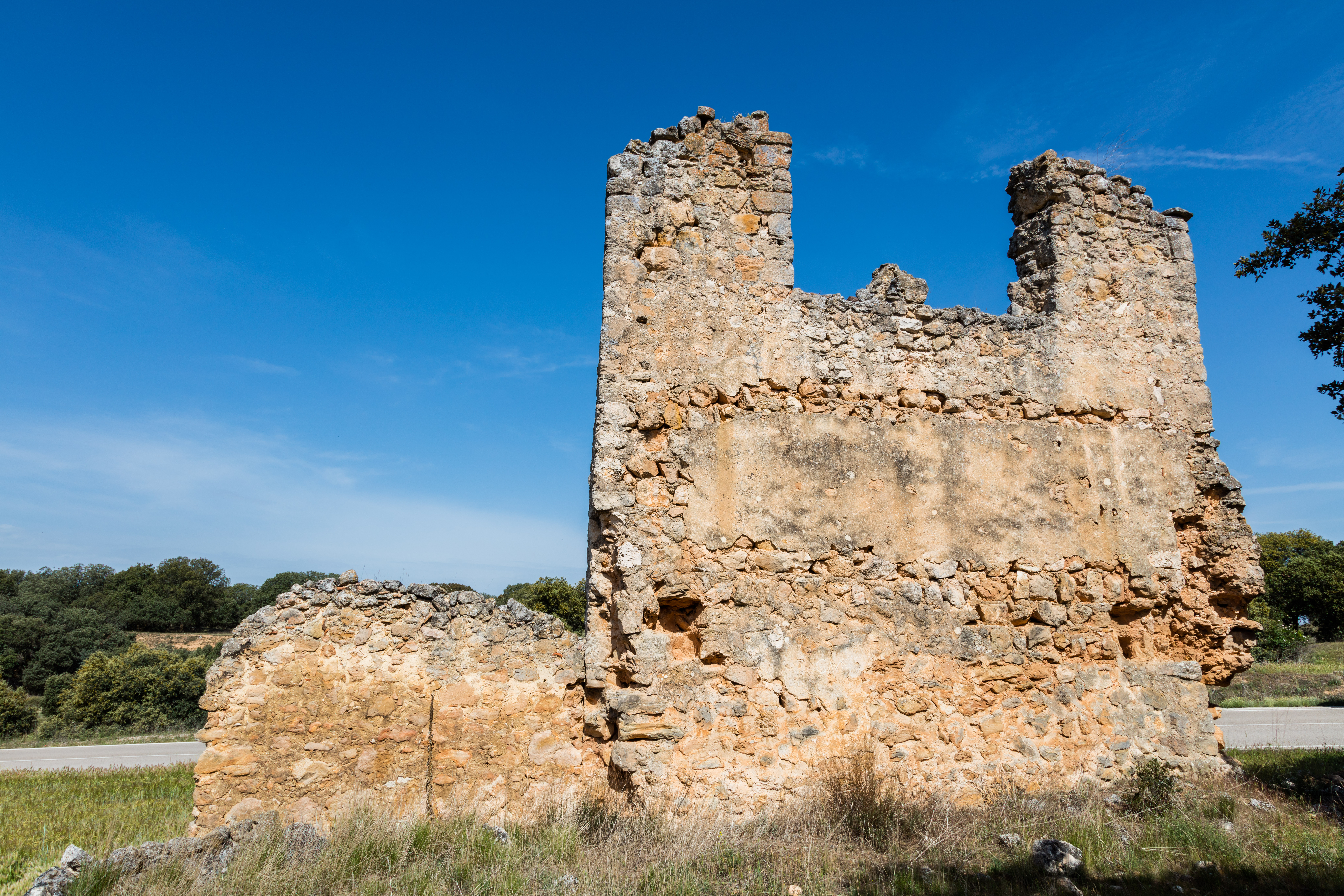
Restos de la ermita de la Virgen de Golbán

En el censo de 1786, ordenado por el conde de Floridablanca,  figuraba como lugar  del partido de San Esteban de Gormaz en la intendencia de Soria,  con jurisdicción de señorío y bajo la autoridad del alcalde pedáneo, nombrado por la marquesa de Villena.  Contaba entonces con 202 habitantes.
A la caída del Antiguo Régimen la localidad se constituye en municipio constitucional, conocido entonces como Atauta o Atanta, en la región de Castilla la Vieja, partido de El Burgo de Osma, que en el censo de 1842 contaba con 66 hogares y 264 vecinos. A mediados del siglo XIX, la aldea, por entonces con ayuntamiento propio, tenía contabilizadas 54 casas. Aparece descrita en el tercer volumen del Diccionario geográfico-estadístico-histórico de España y sus posesiones de Ultramar de Pascual Madoz de la siguiente manera:

ATAUTA: ald. con ayunt. de la prov. de Sória (13 leg.). part. jud. del Burgo de Osma (2 1/2), aud. terr. y c. g. de Burgos (17 1/2), dióc. de Osma (2 1/2): sit. en la márg. der. del r. Pedro: el clima es algo húmedo y propenso por lo mismo á algunas enfermedades, con especialidad las tercianas: tiene 54 casas de construccion ordinaria y con pocas comodidades la mayor parte; 1 igl. parr. bajo la advocacion de San Pablo, servida por 1 párroco, cuyo curato es de segundo ascenso; 1 escuela comun á ambos sexos, á la cual concurren 12 niños. Confia el térm. por N. con Olmillos; por E. con Ines; por S. con Quintanas Rubias de Abajo; y por O. con Peñalba. El terreno es bastante bueno, y se cultivan solamente las dos terceras parles; la otra sirve para pastos; tiene un monte que proporciona la leña suficiente para el consumo: prod.: trigo, centeno, cebada, avena, patatas, hortaliza, frutas y algun ganado lanar: pobl.: 66 vec., 264 alm.: cap. prod.: 146,175 rs.: imp.: 68,098 rs.
(Madoz, 1846, p. 90)

El municipio de Atauta desapareció en 1966, al fusionarse con los de San Esteban de Gormaz, Aldea de San Esteban, Olmillos, Ines, Matanza de Soria, Peñalba de San Esteban, Piquera de San Esteban, Quintanilla de Tres Barrios, Rejas de San Esteban, Soto de San Esteban, Velilla de San Esteban y Villálvaro. Contaba entonces con 90 hogares y 377 habitantes.

## Demografía
| Gráfica de evolución demográfica de Atauta entre 1842 y 1960 |
| |
| Población de derecho según los censos de población del INE Población de hecho según los censos de población del INEEn este censo se denominaba Atauta o Atanta: 1842 Entre el censo de 1970 y el anterior, este municipio desaparece porque se integra en el municipio 42162 (San Esteban de Gormaz) |

En el año 1981 contaba con 170 habitantes, concentrados en el núcleo principal, pasando a 63 en 2016, 35 varones y 28 mujeres.
| Gráfica de evolución demográfica de Atauta entre 1786 y 2016                                     |
|                                                                                                  |
| Población de derecho (2000-2016) según los censos de población del INE a 1 de enero de cada año. |